# Amageddon Musik
Amageddon Musik ist ein Berliner Hip-Hop-Plattenlabel, welches 2010 von Joshua Groth (Miliz) und seinem Bruder Anando Groth (RidOne) gegründet wurde.
Das Label ist offiziell bei der GVL als Musiklabel unter dem Labelcode 95138 registriert.

## Konzept
Unter Vertrag stehen verschiedene Hip-Hop-Künstler, wie Kritische Disstanz (RidOne & See), Miliz, Limit & Patte.
Seit der Gründung sind über das Label verschiedene Alben, Singles und Musikvideos sowohl physisch als auch digital im Handel erschienen.
Auf ihren Alben arbeiteten Amageddon Musik unter anderem mit Akte One, Mach One, MC Bogy und Massiv zusammen.
Auch mit dem Schauspieler und Hörbuchsprecher Daniel Faust kam es zu mehreren Zusammenarbeiten.

## Diskografie
| Datum | Titel                                                     | Interpret                                                                 |
| ----- | --------------------------------------------------------- | ------------------------------------------------------------------------- |
| 2010  | Invasion 2 (Freetape)                                     | Miliz & Limit                                                             |
| 2012  | Stimme des Volkes (Album-CD, digital)                     | Kritische Disstanz (RidOne & See)                                         |
| 2012  | Gefühlsgeballtes Leben (rap.de Freetape)                  | Miliz                                                                     |
| 2012  | Egotrip EP (digital)                                      | Case                                                                      |
| 2012  | Ein Schritt (Single, digital)                             | Case                                                                      |
| 2013  | Gothica (Album-CD, digital)                               | Case                                                                      |
| 2014  | Thronerbe (Album-CD, digital)                             | Miliz                                                                     |
| 2014  | Radioaktiv (Free EP)                                      | Spittfaia & Miliz                                                         |
| 2015  | La Familia (Album-CD, digital)                            | Amageddon Musik (Miliz, Kritische Disstanz (RidOne & See), Apad, Raser45) |
| 2016  | Panoptikum (digital)                                      | Apad                                                                      |
| 2016  | Ich chill EP (Free)                                       | Apad                                                                      |
| 2016  | Jetzt oder nie / Monument (Single, digital)               | RidOne (Kritische Disstanz)                                               |
| 2016  | Mo(nu)ment der Wahrheit (EP/Vinyl/digital)                | RidOne (Kritische Disstanz)                                               |
| 2017  | Tintenherz (Freealbum)                                    | Philosophia (Limit, Patte, Eck, 1stClazz)                                 |
| 2017  | Underdog (Album, digital)                                 | Limit                                                                     |
| 2018  | TachLs (Album, digital)                                   | Limit                                                                     |
| 2018  | Blut vs Tränen (Single, digital)                          | Limit & Patte feat. Medusa                                                |
| 2018  | RMXed Nummer Zwei (Free Mixtape)                          | Raser45                                                                   |
| 2018  | Monolog (Single, digital)                                 | Limit & Patte                                                             |
| 2019  | Monolog (Album, digital)                                  | Limit & Patte                                                             |
| 2019  | Karma (Single, digital)                                   | Patte                                                                     |
| 2019  | Raise the Flag (Single, digital)                          | Patte & Medusa                                                            |
| 2019  | Schwarzer Himmel / Spuck auf Rechts #55 (Single, digital) | Limit, Patte, RidOne, Miliz                                               |
| 2019  | Kick in the Door (Single, digital)                        | RidOne (feat. Kaozeha, Miliz, Apad, Spittfaia, Dick Primo, DJ Sakul)      |
| 2020  | Wieder da (Single, digital)                               | Amageddon Musik (RidOne, Miliz, Patte, Limit)                             |
| 2020  | Manifest (Album/CD, digital)                              | Amageddon Musik (RidOne, Miliz, Patte, Limit)                             |
| 2020  | Sommer in der Hood (Single, digital)                      | Miliz & Patte                                                             |
| 2020  | Summer Nights (Single, digital)                           | Krisengebeat (RidOne)                                                     |
| 2020  | Dead Presidents (Single, digital)                         | Krisengebeat (RidOne)                                                     |
| 2020  | Sunny Days (Single, digital)                              | Krisengebeat (RidOne)                                                     |
| 2020  | True 2 The Game (Single, digital)                         | Krisengebeat (RidOne)                                                     |
| 2020  | 90 BPM (EP, digital)                                      | Krisengebeat (RidOne)                                                     |
| 2020  | Lo-fi (Single, digital)                                   | Krisengebeat (RidOne)                                                     |
| 2020  | Mafia (Single, digital)                                   | Miliz & Spittfaia                                                         |
| 2020  | Rainy Days (Singl, digital)                               | Krisengebeat (RidOne)                                                     |
| 2020  | Verrant (Single, digital)                                 | Patte                                                                     |
| 2020  | FDR (Single, digital)                                     | Patte & Limit                                                             |
| 2020  | Irgendwann (Single, digital)                              | Patte                                                                     |
| 2020  | Another Day (Single, digital)                             | Krisengebeat (RidOne) feat. DJ C.S.P.                                     |
| 2020  | Blitz 3 (Single, digital)                                 | Miliz                                                                     |
| 2020  | Versatile Style (Album, digital)                          | Krisengebeat (RidOne)                                                     |
| 2021  | Leben an der Sonne (Single, digital)                      | Miliz                                                                     |
| 2021  | Boom Bap (Single, digital)                                | Krisengebeat (RidOne)                                                     |
| 2021  | Da Flava (Single, digital)                                | Krisengebeat (RidOne)                                                     |
| 2021  | Hasszination (Single, digital)                            | Miliz                                                                     |
| 2021  | Coffee (Single, digital)                                  | Krisengebeat (RidOne)                                                     |
| 2021  | Korean Barbeque (Single, digital)                         | Krisengebeat (RidOne), Leyze                                              |
| 2021  | On the Ill Tip / The Realness (Double Single, digital)    | Krisengebeat (RidOne), Logic Vibes                                        |
| 2021  | Solang mein Herz schlägt (Single, digital)                | Limit, Brian                                                              |
| 2021  | Aufnahmezustand (Album, digital)                          | Krisengebeat (RidOne), Apad One                                           |